# Epirinus asper
Epirinus asper är en skalbaggsart som beskrevs av Louis Albert Péringuey 1901. Epirinus asper ingår i släktet Epirinus och familjen bladhorningar. Inga underarter finns listade i Catalogue of Life.